# Leptostroma osmundicola
Leptostroma osmundicola är en svampart som beskrevs av Bubák & Syd. 1915. Leptostroma osmundicola ingår i släktet Leptostroma och familjen Rhytismataceae.   Inga underarter finns listade i Catalogue of Life.